# بيز باكون
بيز باكون (بالإنجليزية: Piz Bacun)‏ هو أحد جبال سلسلة سلسلة بريغاغليا ويقع في كانتون غراوبوندن في سويسرا. يحتل المرتبة رقم 117 في قائمة جبال سويسرا من حيث الارتفاع، إذ يبلغ ارتفاعه حوالي 3244 متر، بينما يبلغ ارتفاع نتوء الجبل 306 متر، هذا وقد سجل أول وصول لقمة الجبل عام 1883.